# Уфология
Уфологията е псевдонаука, занимаваща се с наблюдения на неидентифицирани летящи обекти (от английски: UFO, Unidentified flying object). Човек, занимаващ се с уфология, се нарича уфолог. Основното твърдение на уфолозите, е връзката на такива явления с извънземни апарати, макар че не всички уфолози я подкрепят.

## История и легитимност
Уфологията никога не е била приемана за легитимна наука от академичната общност. Независимо от уфлогията, през годините различни правителства и независими институции са провеждали изследвания, свързани с неидентифицирани летящи обекти. Най-известното такова изследване е проектът „Синя книга“ (1952 – 1970).

## Физически доказателства
Освен разказите на очевидци за наблюдения на НЛО, съществуват още редица други доказателства, които са предмет на изследване на уфологията. Такива са снимки и видео филми, показания на военни и граждански радари, физически следи от кацане на неидентифициран обект (отпечатъци върху земята, изгорени растения и др.), радиация.

## Категоризация на наблюденията
Различни уфолози предлагат няколко системи за категоризация.
Една от използваните категоризации се базира на вида на наблюдавания обект. Възможните варианти са:
- дискообразен обект, тип „летяща чиния“
- бързо движещи се светлини с възможности за рязка смяна на посоката, недостъпни за конвенционален летателен апарат
- черни триъгълници
- обекти с форма на пури
- други видове: сфери, куполи, безформени, яйцевидни и други.

## Хипотези
Някои от изказваните хипотези за произхода на НЛО включват:
- летателни апарати на една или няколко извънземни цивилизации
- летателни апарати на същества идващи от друго измерение
- непознати на науката живи организми, способни да летят
- секретни експериментални летателни апарати от земен произход
- естествени природни феномени като кълбовидните мълнии
- психологически човешки феномени като халюцинации и сънища.